# タンザー法
タンザー法（タンザーほう）とは、アメリカのタンザー医師による小耳症治療法の一つである。1959年に確立され、1990年ごろまではブレンド法などと小耳症治療の主役だった。

## 概要
1959年に発表され、合計6段階（後4段階）に分けて行う手術法。これは患者の身体的ダメージが大きかったうえ、痛みも激しかった。さらには肋軟骨の再建がなされないため、片側の腹部が陥没してしまう。それに加え、5年もすると形が崩壊し始め、再手術などが必要になる。なぜなら、移植した骨が死に、崩壊しはじめるからである。ゆえに1989年永田法確立以来は使用されなくなった。ただ現在も使用している病院もある。
タンザー法は肋軟骨で、耳輪を際だたせるデザインの肋軟骨フレームを作製し、全体で6段階におよぶ手術法。
1. 残存耳介を利用した耳垂の作製
2. 肋軟骨移植
3. 耳介下半分の挙上の皮膚トンネル作製
4. 耳介上半分の挙上
5. トンネル部分の閉鎖
6. 耳珠、耳甲介底の作製

である。この場合、肋軟骨の移植は1回ですむが、（永田法では2回）肋軟骨の再建（肋軟骨を覆う膜ごと採取してしまい、再度肋軟骨作れる「入れ物」